# National Basketball League 2011-2012
La National League Basketball 2011-2012 è stata la 34ª edizione della National Basketball League, la massima lega di basket australiana.

## Squadre partecipanti
- Adelaide 36ers
- Cairns Taipans
- Gold Coast Blaze
- Illawarra Hawks
- Melbourne United
- N.Z. Breakers
- Perth Wildcats
- Sydney Kings
- Townsv. Crocodiles

## Regular Season

### Classifica
|    | Squadra            | G  | V  | P  | PF    | PS    |
| -- | ------------------ | -- | -- | -- | ----- | ----- |
| 1. | N.Z. Breakers      | 28 | 21 | 7  | 2.382 | 2.177 |
| 2. | Perth Wildcats     | 28 | 19 | 9  | 2.434 | 2.171 |
| 3. | Gold Coast Blaze   | 28 | 17 | 11 | 2.387 | 2.253 |
| 4. | Townsv. Crocodiles | 28 | 15 | 13 | 2.213 | 2.210 |
| 5. | Cairns Taipans     | 28 | 15 | 13 | 2.025 | 2.107 |
| 6. | Melbourne United   | 28 | 11 | 17 | 2.156 | 2.239 |
| 7. | Sydney Kings       | 28 | 11 | 17 | 2.279 | 2.423 |
| 8. | Illawarra Hawks    | 28 | 9  | 19 | 2.093 | 2.232 |
| 9. | Adelaide 36ers     | 28 | 8  | 20 | 2.297 | 2.454 |

## Playoffs

### New Zealand - Townsville

#### Gara 1
| Auckland 30 marzo 2012 | N.Z. Breakers | 82 – 99 | Townsv. Crocodiles | Vector Arena (8.146 spett.) |

#### Gara 2
| Townsville 5 aprile 2012 | Townsv. Crocodiles | 83 – 94 | N.Z. Breakers | Townsville Entertainment Centre (4.632 spett.) |

#### Gara 3
| Auckland 7 aprile 2012 | N.Z. Breakers | 97 – 80 | Townsv. Crocodiles | Vector Arena (7.500 spett.) |

### Perth - Gold Coast

#### Gara 1
| Perth 1° aprile 2012 | Perth Wildcats | 85 – 70 | Gold Coast Blaze | Challenge Stadium (4.400 spett.) |

#### Gara 2
| Gold Coast 4 aprile 2012 | Gold Coast Blaze | 72 – 70 | Perth Wildcats | Gold Coast Convention Centre (3.144 spett.) |

#### Gara 3
| Perth 7 aprile 2012 | Perth Wildcats | 88 – 67 | Gold Coast Blaze | Challenge Stadium (4.400 spett.) |

### Finale

#### Gara 1
| Auckland 12 aprile 2012 | N.Z. Breakers | 104 – 98 | Perth Wildcats | Vector Arena (9.125 spett.) |

#### Gara 2
| Perth 20 aprile 2012 | Perth Wildcats | 87 – 86 | N.Z. Breakers | Challenge Stadium (4.400 spett.) |

#### Gara 3
| Auckland 24 aprile 2012 | N.Z. Breakers | 79 – 73 | Perth Wildcats | Vector Arena (9.258 spett.) |

## Vincitore
| Campioni NBL 2011-2012           |
| -------------------------------- |
| New Zealand Breakers (2º titolo) |

## Statistiche
| Categoria               | Giocatore       | Squadra              | Stat  |
| ----------------------- | --------------- | -------------------- | ----- |
| Punti per gara          | Kevin Lisch     | Perth Wildcats       | 17,6  |
| Rimbalzi per gara       | Julian Khazzouh | Sydney Kings         | 10,8  |
| Assist per gara         | Cedric Jackson  | New Zealand Breakers | 6,4   |
| Palle rubate per gara   | Cedric Jackson  | New Zealand Breakers | 2,5   |
| Stoppate per gara       | Julian Khazzouh | Sydney Kings         | 2,1   |
| Percentuale dal campo   | Diamon Simpson  | Adelaide 36ers       | 59,2% |
| Percentuale da 3        | Oscar Forman    | Wollongong Hawks     | 51,2% |
| Percentuale tiri liberi | Aaron Bruce     | Sydney Kings         | 90,0% |

## Premi
- NBL Most Valuable Player: Kevin Lisch, Perth Wildcats
- NBL Defensive Player of the Year: Damian Martin, Perth Wildcats
- NBL Most Improved Player of the Year: Daniel Johnson, Adelaide 36ers
- NBL 6th Man of the Year: Jesse Wagstaff, Perth Wildcats
- NBL Rookie of the Year: Anatoly Bose, Sydney Kings
- NBL Finals MVP: C.J. Bruton, New Zealand Breakers
- NBL Coach of the Year: Andrej Lemanis, New Zealand Breakers

- All-NBL First Team
  - Kevin Lisch, Perth Wildcats
  - Cedric Jackson, New Zealand Breakers
  - Thomas Abercrombie, New Zealand Breakers
  - Mark Worthington, Gold Coast Blaze
  - Julian Khazzouh, Sydney Kings

- All-NBL Second Team
  - Jamar Wilson, Cairns Taipans
  - Cameron Tragardh, Melbourne Tigers
  - Gary Wilkinson, New Zealand Breakers
  - Adam Gibson, Gold Coast Blaze
  - Peter Crawford, Townsville Crocodiles

- All-NBL Third Team
  - Jesse Wagstaff, Perth Wildcats
  - Eddie Gill, Townsville Crocodiles
  - Damian Martin, Perth Wildcats
  - Adris Deleon, Gold Coast Blaze
  - Daniel Johnson, Adelaide 36ers